# Theo Stevenson
Theodore "Theo" John Stevenson (* 27. Februar 1998 in Harlow) ist ein britischer Schauspieler.

## Leben und Karriere
Stevenson wurde am 27. Februar 1998 in Harlow geboren. Er besuchte die St John's School in Billericay. Sein Debüt gab er 2007 in dem Film Die Gebrüder Weihnachtsmann. Anschließend trat er 2008 in Brügge sehen… und sterben? auf. 2010 war er in Reuniting the Rubins zu sehen. Der Durchbruch gelang ihm 2011 mit der Hauptrolle in Horrid Henry: The Movie.
Außerdem spielte Stevenson in der Serie Millie Inbetween, sowie die Spin-Off-Serie Flatmates mit. Zwischen 2015 und 2018 war er als Toby Hawkins in der Fernsehserie Humans zu sehen.

## Filmografie
Filme
- 2007: Die Gebrüder Weihnachtsmann (Fred Claus)
- 2008: Brügge sehen… und sterben? (In Bruges)
- 2010: Reuniting the Rubins
- 2011: Horrid Henry: The Movie
- 2017: Butterfly Kisses
- 2021: Woman At Night
- 2017: Körfez
- 2017: Organik Aşk Hikayeleri
- 2018: Batlır
- 2019: Bir Aşk İki Hayat
- 2020: Eltilerin Savaşı
- 2021: Sen Hiç Ateş Böceği Gördün mü?
- 2022: Kar ve Ayı
- 2023: Kuru Otlar Üstüne (dt. Auf trockenen Gräsern)

Serien
- 2013: Little Cracker
- 2014–2018: Millie Inbetween
- 2015–2018: Humans
- 2019–2021: Flatmates